# Emmanuel Boakye
Emmanuel Boakye, (Offinso, 25 maart 1985) is een Ghanees-Nederlands betaald voetballer.

## Carrière
Boakye kwam op zesjarige leeftijd naar Nederland. Hij begon met voetballen bij HSV De Zuidvogels, alvorens hij via FC Utrecht werd opgenomen in de jeugdopleiding van AFC Ajax. Hij debuteerde op 24 september 2005 tegen Roda JC (4-1) in de hoofdmacht. Hij viel die wedstrijd in de 80e minuut in voor Nigel de Jong. Gedurende het seizoen 2006/07 werd de rechtsback verhuurd aan Heracles Almelo, dat hem vervolgens definitief overnam. Op 29 mei 2009 werd bekendgemaakt dat Boakye overstapte naar Sparta Rotterdam. Hij tekende een tweejarig contract. In de zomer van 2012 verkaste hij naar de Sloveense eersteklasser ND Mura 05. Daar liep zijn contract per 1 januari 2013 af. Op 10 augustus 2014 tekende hij een contract bij Åtvidabergs FF in de Zweedse hoogste divisie. Vandaar uit ging Boakye naar Asante Kotoko. Vanaf december 2016 speelt Boakye voor het Zweedse Gällivare Malmbergets FF dat uitkomt in de Division 2 - Norrland. In 2018 speelde hij bij Lerums IS in de Division 3 Nordvästra Götaland. Op 12 september 2020 gung Emmanuel Boakye Bij VV Eemboys aan de slag als Coach- speler in combinatie met zijn KNVB coaching opleiding.

## Statistieken
| Seizoen | Club                    | Land               | Competitie                  | Wed. | Goals |
| ------- | ----------------------- | ------------------ | --------------------------- | ---- | ----- |
| 2005/06 | AFC Ajax                | Vlag van Nederland | Eredivisie                  | 6    | 0     |
| 2006/07 | →Heracles Almelo (huur) | Vlag van Nederland | Eredivisie                  | 30   | 0     |
| 2007/08 | Heracles Almelo         | Vlag van Nederland | Eredivisie                  | 25   | 0     |
| 2008/09 | Heracles Almelo         | Vlag van Nederland | Eredivisie                  | 20   | 1     |
| 2009/10 | Sparta Rotterdam        | Vlag van Nederland | Eredivisie                  | 15   | 0     |
| 2010/11 | Sparta Rotterdam        | Vlag van Nederland | Eerste divisie              | 12   | 0     |
| 2012/13 | ND Mura 05              | Vlag van Slovenië  | 1. Slovenska Nogometna Liga | 10   | 0     |
| 2014/15 | Åtvidabergs FF          | Vlag van Zweden    | Allsvenskan                 | 15   | 0     |
| 2015/16 | Asante Kotoko           | Vlag van Ghana     | Premier League              | 4    | 0     |

### Erelijst
Ajax
- KNVB beker || 1x || 2005/06